# Maschinen- und Heimatmuseum

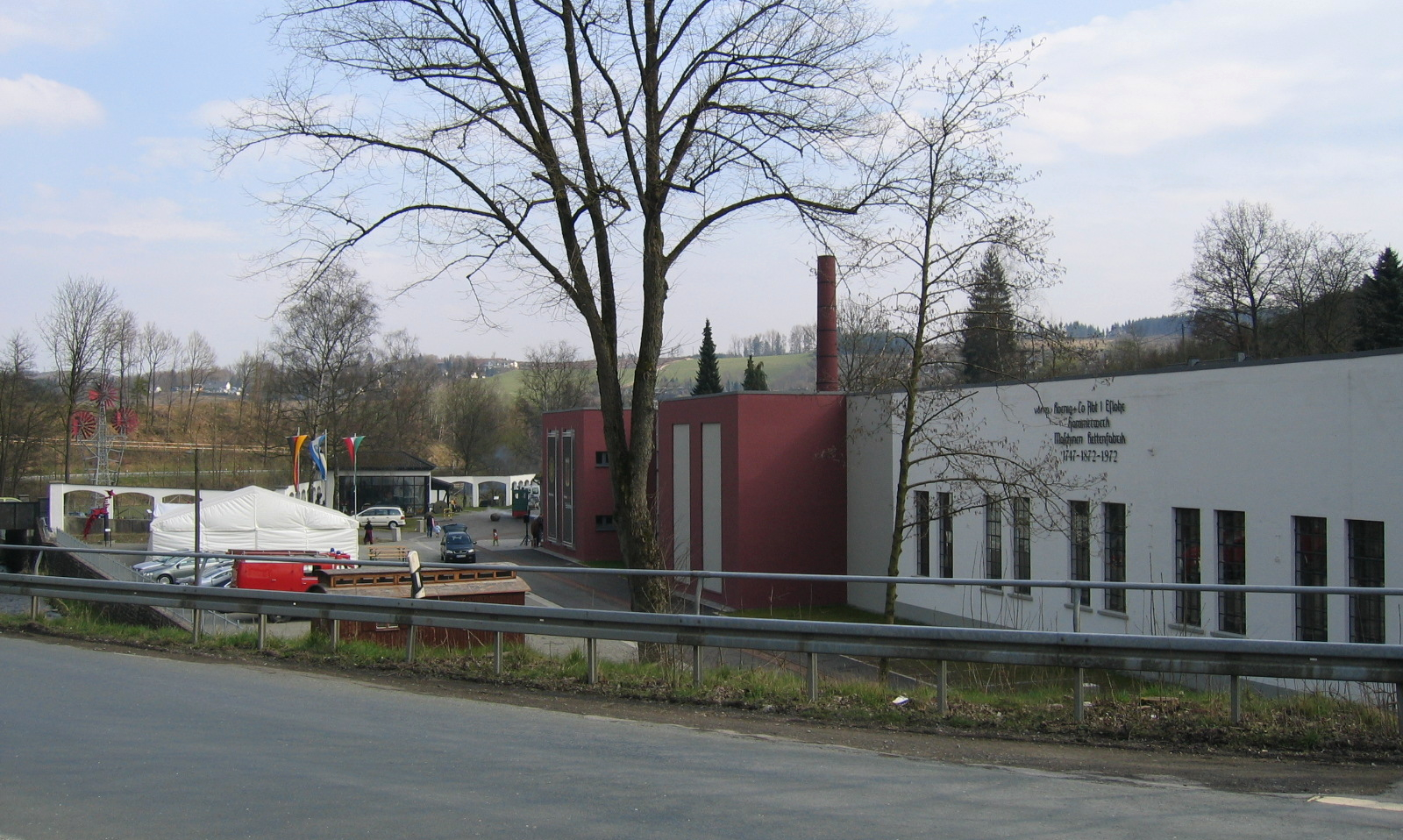
Maschinen- und Heimatmuseum Eslohe

Het Maschinen- und Heimatmuseum in Eslohe (Sauerland) is een Duits museum op het gebied van techniek. Het museum werd in 1981 geopend en toont ongeveer veertien stoommachines, zes locomotieven en een dieselmotor van Deutz. Het museum laat ook diverse werkplaatsen zien, zoals een smederij, een drukkerij en verschillende machines die in de mijnbouw werden gebruikt. Tevens staan er enkele brandweerauto's opgesteld.